# Mariene ecoregio Straat Bass
De Mariene ecoregio Straat Bass (205) (Engels: Bassian marine ecoregion) is een biogeografische regio en ligt in de overgang van de Grote Oceaan naar de Indische Oceaan in de Mariene provincie Zuidoostelijk Australische Plat (56) in het Marien rijk Gematigd Australazië. De mariene ecoregio is vastgesteld door het World Wide Fund for Nature en The Nature Conservancy en is vernoemd naar Straat Bass.
In het noordoosten grenst het gebied aan de mariene ecoregio Cape Howe (204) en in het noordwesten aan de mariene ecoregio Westelijk Straat Bass (206).

## Geografie
De mariene ecoregio ligt in de overgang van de Grote Oceaan naar de Indische Oceaan voor de kust van het Australische Melbourne en rond Tasmanië . Het gebied strekt zich uit van Melbourne tot de wateren rond Tasmanië, inclusief de baai van Port Phillip, maar exclusief de wateren ten noordoosten en noordwesten van het eiland en exclusief Kingeiland, Flinderseiland en de andere Furneauxeilanden.
Door het gebied stroomt langs de westkust de Zeehanstroom en langs de oostkust de uitbreiding van de Oost-Australische stroom en de Tasmaanse uitstroom.

## Biogeografie
Het gebied kent zeeleven dat houdt van gematigde temperaturen.